# Светски дан хепатитиса
Светски дан борбе против хепатитиса, који се обележава 28. јула сваке године, има за циљ да подигне глобалну свест о хепатитису — групи заразних болести познатих као хепатитис А, Б, Ц, Д и Е — и подстакне превенцију, дијагнозу и лечење. Хепатитис погађа стотине милиона људи широм света, изазивајући акутне и хроничне болести и убијајући близу 1,34 милиона људи сваке године. Хепатитис може изазвати акутно и хронично запаљење јетре и може убити особу. У неким земљама хепатитис Б је најчешћи узрок цирозе, а може изазвати и рак јетре. Спровођење надзора над вирусним хепатитисима отежава чињеница да су ове инфекције често асимптоматске у акутној фази, а хронични облици болести, који су нарочито чести код хепатитиса Ц, се касно откривају. Глобални напори дају приоритет елиминацији инфекција хепатитисом Б, Ц и Д. За разлику од акутног вирусног хепатитиса, ове три инфекције изазивају хронични хепатитис који траје неколико деценија и кулминира са преко 1,1 милион смртних случајева годишње од цирозе и рака јетре. Ове три врсте хроничних хепатитиса су одговорне за преко 95% смртних случајева од хепатитиса.
Обележавање овог дана представља прилику да се уложе додатни напори да се примени прва глобална стратегија за одговор здравственог сектора на вирусне хепатитисе развијена од стране Светске здравствене организације (СЗО), те да се помогне државама чланицама да постигну коначни циљ – елиминацију хепатитиса као важног јавноздравственог проблема до 2030. године.
Антивирусни лекови могу да излече више од 95% особа са инфекцијом хепатитисом Ц и тренутно не постоји вакцина против овог вируса.
Светски дан борбе против хепатитиса је једна од 11 званичних глобалних кампања јавног здравља које обележава Светска здравствена организација ( СЗО ), уз Светски дан здравља, Светски дан Чагасове болести, Светски дан давалаца крви, Светски дан маларије, Светску недељу имунизације, Светски дан борбе против туберкулозе, Светски дан без дувана, Светски дан безбедности пацијената, Светска недеља антимикробне свести и Светски дан борбе против сиде.

## Историјат
Први Светски дан борбе против хепатитиса Ц одржан је 1. октобра 2004. године, а касније су различите организације почеле да обележавају дан хепатитиса на различите датуме. Због тога је Светска алијанса за хепатитис у сарадњи са разним организацијама прогласила 19. мај првим светским даном борбе против хепатитиса.
Након усвајања резолуције током 63. Светске здравствене скупштине у мају 2010. године, Светски дан хепатитиса добио је глобалну подршку као примарни фокус за националне и међународне напоре за подизање свести, а датум је промењен на 28. јул у част нобеловца проф. Самјуела Блумберга, откривача вируса хепатитиса Б, који је рођен на тај датум.
Главни иницијатор и организатор манифестација поводом овог дана је World Hepatitis Alliance, невладина, интернационална организација, основана у Женеви 2007. године, организација коју првенствено чине људи инфицирани вирусима Хепатитиса.